# Guerra Polaco-Otomana (1620–1621)
A Guerra Polaco-Otomana (1620-1621) ou Primeira Guerra polaco-Otomana foi um conflito entre a República das Duas Nações e o Império Otomano sobre o controle da Moldávia. A guerra terminou com a retirada das forças polacas sobre a Moldávia.

## Fundo
A partir do fim do século XVI e início do XVII, os magnatas da República das Duas Nações começaram a intervir nos assuntos da Moldávia. Eles consideravam os otomanos uma esfera de influência. Além disso, os otomanos eram agravadas pelos constantes ataques de Cossacos. Em seguida, nominalmente os assuntos da comunidade, atravessaram a fronteira e chegaram ao território otomano.

## A Guerra
A guerra ocorreu ao mesmo tempo que a Guerra dos Trinta Anos se agravava na Europa. A República foi relativamente não envolvida na guerra, mas o rei polonês, Sigismundo III da Polônia, enviou uma elite de mercenários, o Lisowczycy, Para ajudar seus aliados Habsburgos. Eles derrotaram o senhor da Transilvânia George I Rákóczi na Batalha de Humienne em 1619, e o príncipe Gabriel Bethlen da Transylvania procurou o Sultão Osmã II para auxílio.
Então Gaspar Graziani, Regente da Moldávia, Mudou de lado e se juntou a Polónia. Assim, o sultão concordou em ajudar Bethlen, reunindo um grande exército Otomano com a intenção de uma invasão punitiva da Duas Nações. Em 1620, o exército otomano esmagou o exército da República na Batalha de Tutora (Cecora). A campanha foi suspensa durante o Inverno, mas, em 1621, ambos os lados retomaram as hostilidades.
Em 1621, um exército de 100 000 para 250 000 soldados (dependendo da fonte), liderado por Osmã II, avançou de Constantinopla e Adrianópolis em Abril, em direção à fronteira polonesa. O exército polonês tinha 8 280 hussardos, 8 200 cossacos de cavalaria, 1.400 cavalaria Lisowski , 2 160 de cavalaria ocidentais, 6.800 infantaria polonesa, 5 800 infantaria ocidental, 800 Húngaro infantaria e 25.000 Cossacos. Os turcos, após sua vitória na Batalha de Tutora, tinham grandes esperanças de conquistar a Ucrânia (na época parte da Polónia), e talvez, até mesmo derrubar a República inteira e atingir o Mar Báltico. Desta vez, porém, eles foram parados por um exército da República, auxiliado por um grande destacamento Cossaco, na Batalha de Chotim. Daí o tratado de paz não resultou em nenhuma mudança nas fronteiras, mas a comunidade concordou em parar sua interferência na Moldávia. Ambos os lados alegaram vitória, a República viu a batalha da Chotim como uma parada de sucesso da invasão otomana sobre o seu continente e o Império Otomano alcançou o seu objetivo de remover a ameaça iminente em terras moldavas.
A fronteira polaco-Otomana se manteve relativamente pacífica até a Guerra Polaco-Otomana (1633-1634) e Guerra Polaco-Otomana (1672-1676).